# Stanislav Iosifovič Rostockij
Stanislav Iosifovič Rostockij (in russo Станислав Иосифович Ростоцкий?; 21 aprile 1922 – 10 agosto 2001) è stato un regista e sceneggiatore russo, fino al 1991 sovietico.

## Biografia
I film Qui le albe sono quiete (1972) e Bim bianco dall'orecchio nero (1977) vennero entrambi candidati per l'Oscar al miglior film straniero. Bim bianco dall'orecchio nero vinse il Globo di Cristallo al Festival internazionale del cinema di Karlovy Vary del 1978.

## Filmografia parziale
- Delo bylo v Pen'kove (1957)
- Na semi vetrach (1962)
- Geroj našego vremeni (1966)
- Vivremo fino a lunedì (Dozhivyom do ponedelnika) (1968)
- Qui le albe sono quiete (A zori zdes tikhie) (1972)
- Bim bianco dall'orecchio nero (Belyj Bim - Čërnoe ucho) (1977)
- Ėskadron gusar letučich (1980)
- Iz žizni Fёdora Kuz'kina (1989)